# シリル・ヒンシュルウッド
もしかして
- シリル・ヒンシェルウッド

ではありませんか？